# NGC 3384
NGC 3384 este o galaxie lenticulară situată în constelația Leul. A fost descoperită în 11 martie 1784 de către William Herschel. Se află la o distanță de 32.800.000 al de Pământ.